# Новица Митић
Новица Митић (Црноклиште, 1921 — 1988) био је редовни професор на Пољопривредном факултету у Београду.

## Биографија и образовање
Новица Митић је завршио је Пољопривредни факултет у Београду 1949. године када је изабран за асистента за предмет Посебно сточарство. Докторирао је 1956. За редовног професора је изабран 1967. године. Обавио је специјализацију у СССР и САД. Имао је више студијских боравака у Великој Британији, у Пољској, као и у Француској. Био је шеф Катедре за одгајивање, репродукцију и здравствену заштиту домаћих животиња. Биран је два пута за декана, председника Савета факултета и директора Института за сточарство. Такође, два пута је биран за проректора универзитета у Београду, за члана Скупштине и Савета Републичке заједнице науке Србије.  Преминуо је 1988. године.

## Чланство и функције
Био је председник Одбора за биотехничке науке и Југословенске заједнице научно-истраживачких институција у области сточарских наука. Биран је два пута за потпредседника Комисије за овчарство Европске зоотехничке федерације. Добитник је Октобарске награде Београда за науку 1984. године и Седмојулске награде Србије за науку у 1987. Добитник је велике плакете ЈНА, за допринос развоју наставно-научног рада из области општенародне одбране на високошколским установама (1975).

## Награде
Добитник је Ордена заслуга за народ са златном звездом, посмртно уручен породици. Проф. Митић је оцењен као наставник изванредних способности, у току наставничке каријере слушале су га укупно 52 генерације.

## Најважнији радови којима је утицао на развој науке и праксе
Научна и стручна активност професора Митића испољена је у области примењене генетике, физиологије репродукције домаћих животиња. објавио је 200 радова.
Од тога:
- 80 научних радова,
- 100 високо стручних радова,
- 8 књига и
- 12 пројеката.

Од посебне вредности је књига Овчарство, која је награђена 1984. Октобарском наградом града Београда.  Аутор је у ову књигу уградио своје експерименталне резултате постигнуте радом од три деценије на генетичком побољшању и стварању продуктивних оваца (пиротска оплемењена овца). – Књига Говедарство по композицији и бити је савремена технологија говедарске производње у коју су аутори уградили збир научних и техничких сазнања, сопствене резултате, научне методе, који се односе на модерну технологију и организацију производње млека, меса и говеда за приплод.

### Најважнији научни доприноси:
Научна активност Проф. Митића дошла је до пуног изражаја у области примењене генетике и репродукције домаћих животиња узгајаних у фармерским условима: стварање нове популације расе оваца за брдско-планински региона; унапређење овчарске производње у брдско-планинском региону СР Србије. Учествовао је у стварању генотипа свиња, погодног за медитеранску регију. Утврдио је утицај генетских и егзогених фактора на репродукцију: применом гонадотропин хормона из крви гравидних кобила, постигнута је индукција фертилног еструса и јагњење оваца у свим месецима у току године; скраћење пост-парталног периода и повећање индекса јагњења (два пута годишње); могућност померања термина јагњења према потреби тржишта и изазивање сезоне парења код оваца у лактацији и изван ње.
Посебни резултати су: стварање пиротске оплемењене популације оваца са мерино – Arl i merino – Landschaft. Тиме су добијене популације тежине 55 кг (пиротска мерино 37 кг), тежине неопраног руна 3,5 кг (пиротске мерино 1,5 кг), финоћу рунског влакна 25-26 микрона (пиротске мерино 37 микрона), количине млека 90 литара (пиротске мерино 70 литара).